# Улица Терешковой (Ярославль)
У́лица Терешко́вой (бывшая Петропавловская улица, Голубятная улица) — улица в центральной части города Ярославля. Проходит от Красной площади до улицы Победы.

## История

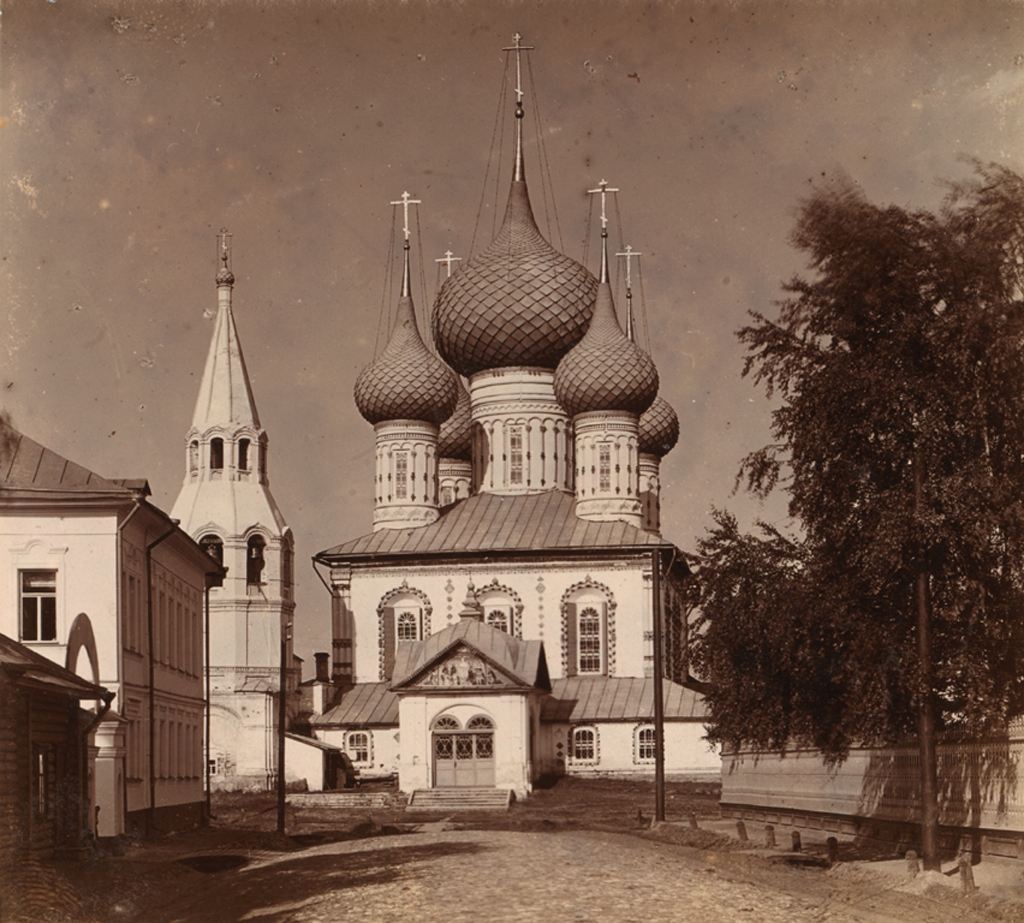
Вид на храм Петра и Павла с Петропавловской улицы

До регулярной планировки города на месте современной улицы проходили Голубятная улица (от Семёновской башни до Воздвиженского спуска) и Петропавловская улица (от Воздвиженского спуска до Петропавловского храма).
В ходе перестройки города по регулярному плану 1778 года на месте этих двух улиц была проложена новая широкая и прямая улица, получившая название Петропавловская (с вариантом Большая Петропавловская). Она начиналась от Семёновской площади и заканчивалась у входа в Петропавловский храм, завершавший перспективу улицы. В обиходе ярославцы продолжали называть часть улицы до Воздвиженского спуска Голубятной улицей.
В 1924 году советские власти ошибочно присоединили Петропавловскую улицу к Голубятной. В июне 1963 года Голубятную улицу переименовали в улицу Терешковой в честь лётчика-космонавта Валентины Терешковой), в детстве проживавшей на этой улице.

## Здания

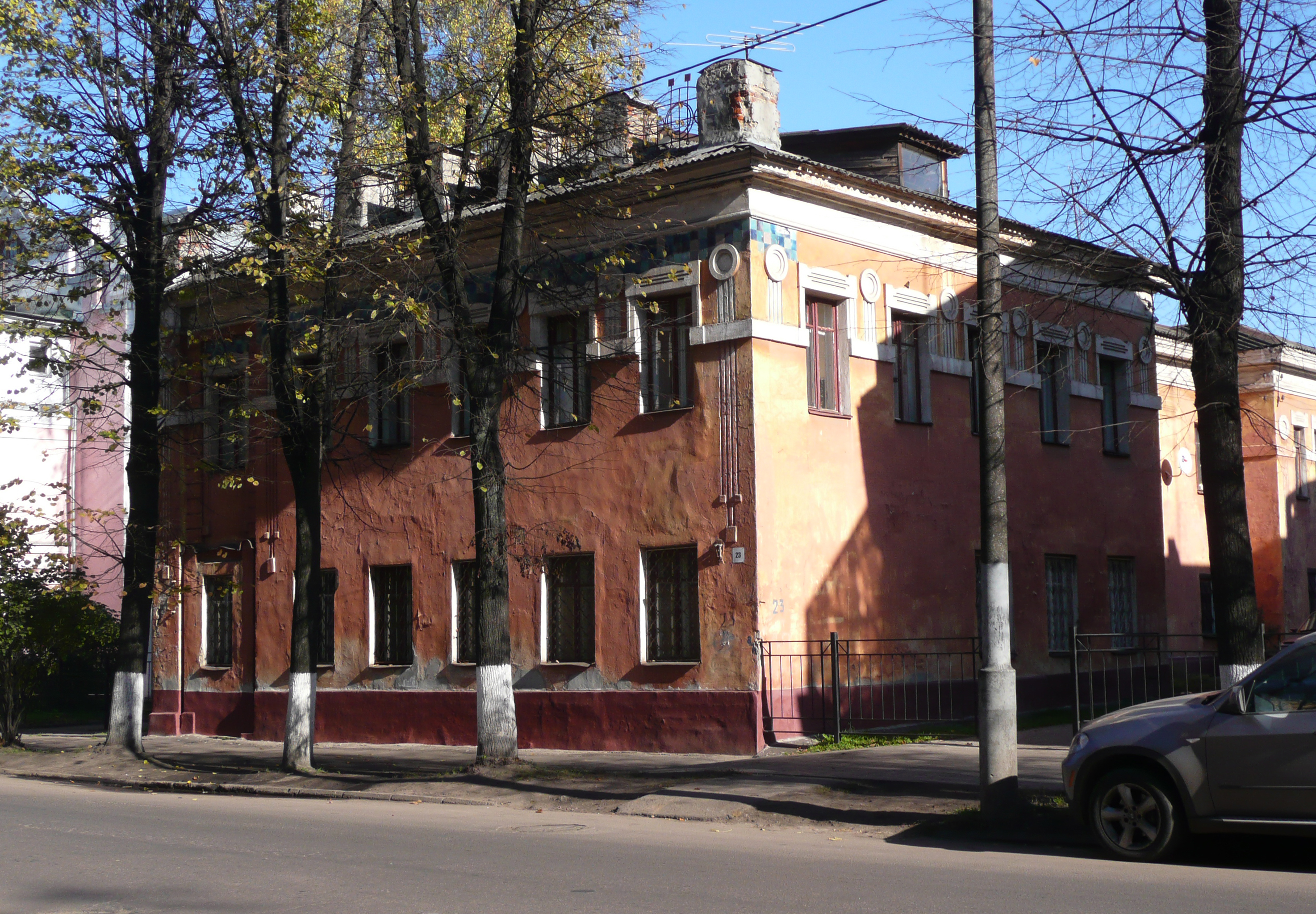
Дом доходный Харчевых (№ 23)

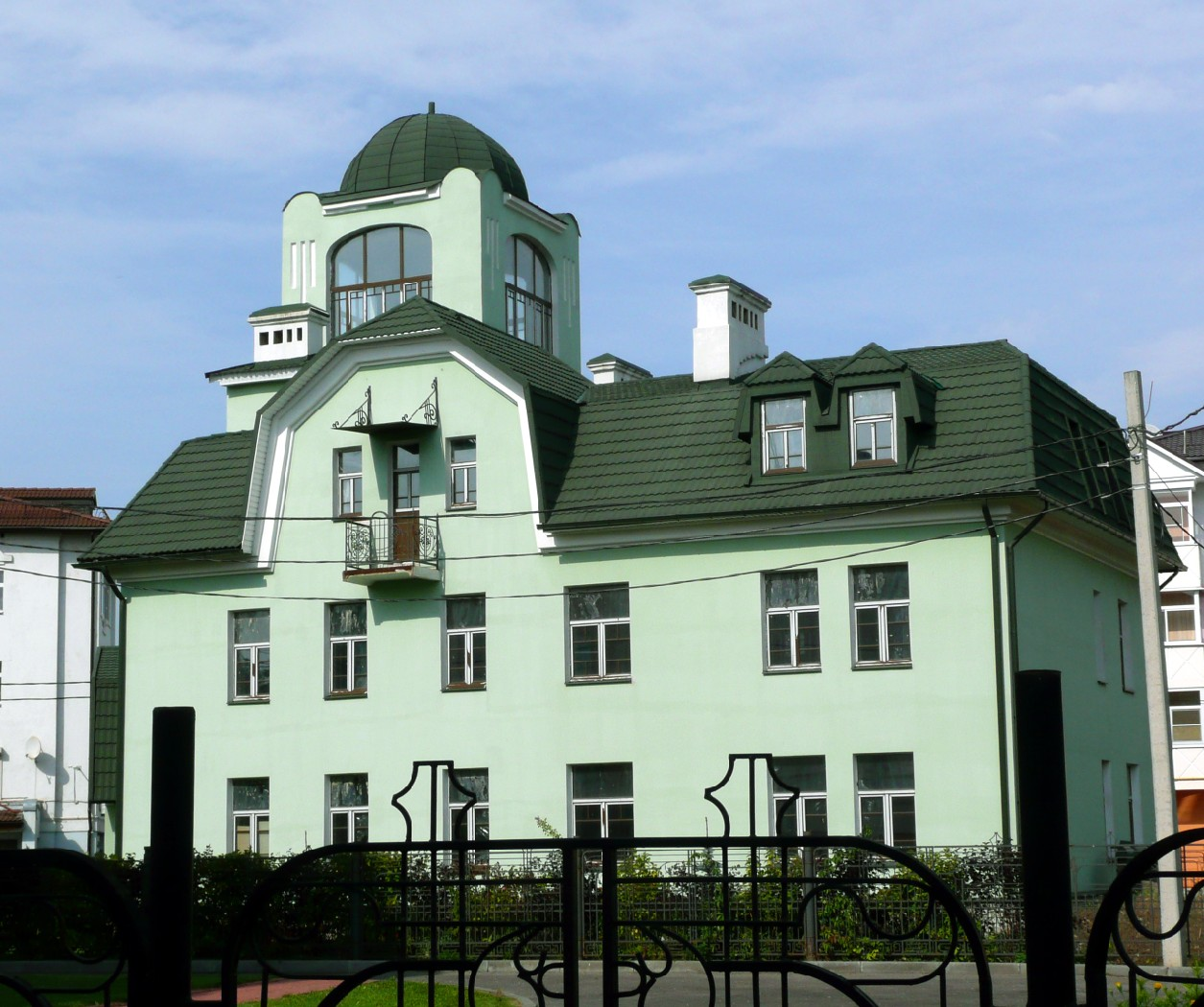
Дом Кнопфа

- № 1 — Жилой дом, построенный в 1936 году по проекту архитектора Ю. П. Боровского[2].
- № 5 — Одноэтажный каменный дом (бывшая усадьба Носковых), занимаемый Ярославским областным отделением Союза писателей России[3].
- № 9 — Бывший жилой дом Черновых, возведённый в конце XVIII — начале XIX веков (отмечен на плане города, датируемом 1802 годом)[4].
- № 10 — На этом месте до 2005 года стоял дом, принадлежавший городскому архитектору Ярославля Николаю Поздееву.
- № 12, 14, 16 — Деревянные дома в стиле модерн, построенные в конце XIX — начале XX веков[5].
- № 14б — Бывший дом Кнопфа, построенный в 1905 году в стиле модерн[6].
- № 18 — Бывший особняк Дунаевых[7].
- № 22 — Клиническая больница № 5.
- № 23 — Двухэтажный жилой дом (бывший доходный дом Харчевых), построенный в начале XX века в стиле модерн[8].
- № 29а — Бывшая усадьба Андронова, построенная в 70—80-е годы XIX века[9].